# Bruine steltral
De bruine steltral (Mesitornis unicolor) is een vogel uit de familie van de Mesitornithidae (Steltrallen). De vogel werd in 1845 door de Franse vogelkundige Marc Athanese Parfait Oeillet Des Murs geldig beschreven. Het is een kwetsbare, endemische vogelsoort in Madagaskar.

## Kenmerken
De vogel is 30 cm lang. Het is een gedrongen, laag bij de grond levende vogel. Van boven in deze ral donkerbruin, met een lichtere, meer grijze kop. Van onder is de vogel roze tot lichtbruin en de snavel is vrij smal en grijs gekleurd.

## Verspreiding en leefgebied
Deze soort is endemisch in Madagaskar. De leefgebieden liggen in ongerept, vochtig tropisch loofbos in laagland tot op hoogstens 1200 meter boven zeeniveau.

## Status
De bruine steltral leeft in een bedreigd habitat en daardoor is de kans op uitsterven aanwezig. De grootte van de populatie werd in 2018 door BirdLife International geschat op 3.500 tot 15.000 volwassen individuen en de populatie-aantallen nemen af door habitatverlies. Het leefgebied wordt aangetast door ontbossing waarbij natuurlijk bos wordt omgezet in gebied voor agrarisch gebruik en menselijke bewoning. Daarnaast bedreigen ingevoerde soorten ratten en verwilderde honden de populaties. Om deze redenen staat deze soort als kwetsbaar op de Rode Lijst van de IUCN.